# Vòng loại Giải vô địch bóng đá thế giới 2018 – Khu vực Bắc, Trung Mỹ và Caribe
Dưới đây là bài chi tiết về vòng loại giải vô địch bóng đá thế giới 2018 khu vực Bắc, Trung Mỹ và Caribe.
Vòng loại khu vực này được chia làm 5 vòng, 3 vòng đầu thi đấu lượt đi - lượt về theo thể thức sân nhà - sân khách để chọn ra những đội xuất sắc nhất lọt vào vòng đấu tiếp theo, vòng 4 chia làm 3 bảng 4 đội để chọn ra 2 đội xuất sắc nhất lọt vào vòng 5, vòng 5 thi đấu lượt đi - lượt về theo thể thức sân nhà - sân khách để chọn ra 3 đội xuất sắc nhất giành quyền tham dự Giải vô địch bóng đá thế giới 2018 và đội xếp thứ tư giành quyền tham dự vòng play-off liên lục địa. Vòng 1 đã diễn ra từ ngày 23 đến ngày 31 tháng 3 năm 2015. CONCACAF công bố khung lịch thi đấu của khu vực là vào ngày 12 tháng 1 năm 2015.

## Thể thức
Vòng loại khu vực CONCACAF được phân tính như sau:
- Vòng 1: 14 đội xếp hạng 22–35 sẽ thi đấu 2 lượt đi và về theo thể thức sân nhà – sân khách để chọn ra 7 đội xuất sắc nhất giành quyền vào vòng 2.
- Vòng 2: 13 đội xếp hạng 9–21 và 7 đội thắng ở vòng 1 (tổng 20 đội) sẽ thi đấu 2 lượt đi và về theo thể thức sân nhà – sân khách để chọn ra 10 đội xuất sắc nhất giành quyền vào vòng 3.
- Vòng 3: 2 đội xếp hạng 7–8 và 10 đội thắng ở vòng 2 (tổng 12 đội) sẽ thi đấu 2 lượt đi và về theo thể thức sân nhà – sân khách để chọn ra 6 đội xuất sắc nhất giành quyền vào vòng 4.
- Vòng 4: 6 đội xếp hạng 1–6 và 6 đội thắng ở vòng 3 (tổng 12 đội) sẽ thi đấu chia bảng vòng tròn tính điểm, lấy hai đội dẫn đầu bảng giành quyền vào vòng 5.
- Vòng 5: 6 đội thắng ở vòng 4 sẽ thi đấu 2 lượt đi và về theo thể thức sân nhà – sân khách để chọn ra 3 đội dẫn đầu bảng xếp hạng giành quyền tham dự Giải vô địch bóng đá thế giới 2018, và đội xếp thứ tư giành quyền tham dự vòng play-off liên lục địa.

## Các đội tham dự
Có tất cả 35 đội thành viên CONCACAF tham dự vòng loại này. Lễ bốc thăm dựa theo bảng xếp hạng FIFA công bố vào tháng 8 năm 2014.
| Vào thẳng vòng 4 (Xếp hạng 1-6)                                                                             | Vào thẳng vòng 3 (Xếp hạng 7-8) | Vào thẳng vòng 2 (Xếp hạng 9-21) | Phải tham dự vòng 1 (Xếp hạng 22-35) |
| --- | ------------------------------- | --- | --- |
| 1. Costa Rica (15) 2. México (17) 3. Hoa Kỳ (18) 4. Honduras (43) 5. Panama (63) 6. Trinidad và Tobago (80) | 1. Haiti (117)                  | 1. Cuba (124) 2. Aruba (124) 3. Cộng hòa Dominica (126) 4. El Salvador (127) 5. Suriname (131) 6. Guatemala (134) 7. Saint Vincent và Grenadines (134) 8. Saint Lucia (138) 9. Grenada (142) 10. Antigua và Barbuda (149) 11. Guyana (153) 12. Puerto Rico (155) | 1. Belize (162) 2. Montserrat (165) 3. Dominica (168) 4. Barbados (169) 5. Bermuda (173) 6. Nicaragua (175) 7. Quần đảo Turks và Caicos (181) 8. Curaçao (182) 9. Quần đảo Virgin thuộc Mỹ (191) 10. Bahamas (193) 11. Quần đảo Cayman (197) 12. Quần đảo Virgin thuộc Anh (201) 13. Anguilla (207) |

## Lịch thi đấu
| Vòng đấu | Lượt đấu  | Ngày                            |
| -------- | --------- | ------------------------------- |
| Vòng 1   | Lượt 1    | 22–31 tháng 3 năm 2015          |
| Vòng 1   | Lượt 2    | 22–31 tháng 3 năm 2015          |
| Vòng 2   | Lượt 1    | 8–16 tháng 6 năm 2015           |
| Vòng 2   | Lượt 2    | 8–16 tháng 6 năm 2015           |
| Vòng 3   | First leg | 31 tháng 8 – 8 tháng 9 năm 2015 |
| Vòng 3   | Lượt 2    | 31 tháng 8 – 8 tháng 9 năm 2015 |
| Vòng 4   | Lượt 1    | 9–17 tháng 11 năm 2015          |
| Vòng 4   | Lượt 2    | 9–17 tháng 11 năm 2015          |
| Vòng 4   | Lượt 3    | 21–29 tháng 3 năm 2016          |
| Vòng 4   | Lượt 4    | 21–29 tháng 3 năm 2016          |
| Vòng 4   | Lượt 5    | 29 tháng 8 – 6 tháng 9 năm 2016 |
| Vòng 4   | Lượt 6    | 29 tháng 8 – 6 tháng 9 năm 2016 |

| Vòng đấu | Lượt đấu | Ngày                            |
| -------- | -------- | ------------------------------- |
| Vòng 5   | Lượt 1   | 7–15 tháng 11 năm 2016          |
| Vòng 5   | Lượt 2   | 7–15 tháng 11 năm 2016          |
| Vòng 5   | Lượt 3   | 20–28 tháng 3 năm 2017          |
| Vòng 5   | Lượt 4   | 20–28 tháng 3 năm 2017          |
| Vòng 5   | Lượt 5   | 5–13 tháng 6 năm 2017           |
| Vòng 5   | Lượt 6   | 5–13 tháng 6 năm 2017           |
| Vòng 5   | Lượt 7   | 28 tháng 8 – 5 tháng 9 năm 2017 |
| Vòng 5   | Lượt 8   | 28 tháng 8 – 5 tháng 9 năm 2017 |
| Vòng 5   | Lượt 9   | 2–10 tháng 10 năm 2017          |
| Vòng 5   | Lượt 10  | 2–10 tháng 10 năm 2017          |

Nếu có đại diện CONCACAF tham dự vòng play-off liên lục địa, trận đấu đó sẽ diễn ra vào các ngày 6 và 14 tháng 11 năm 2017.

## Vòng 1
Lễ bốc thăm cho vòng 1 đã diễn ra vào ngày 15 tháng 1 năm 2015, 19:40 (UTC−5), tại khách sạn W ở bãi biển Miami, Florida, Hoa Kỳ.
| Đội 1                     | TTS     | Đội 2                    | Lượt đi | Lượt về |
| ------------------------- | ------- | ------------------------ | ------- | ------- |
| Bahamas                   | 0–8     | Bermuda                  | 0–5     | 0–3     |
| Quần đảo Virgin thuộc Anh | 2–3     | Dominica                 | 2–3     | 0–0     |
| Barbados                  | 4–1     | Quần đảo Virgin thuộc Mỹ | 0–1     | 4–0     |
| Saint Kitts và Nevis      | 12–4    | Quần đảo Turks và Caicos | 6–2     | 6–2     |
| Nicaragua                 | 8–0     | Anguilla                 | 5–0     | 3–0     |
| Belize                    | 1–1 (a) | Quần đảo Cayman          | 0–0     | 1–1     |
| Curaçao                   | 4–3     | Montserrat               | 2–1     | 2–2     |

## Vòng 2
Lễ bốc thăm cho vòng 2 đã diễn ra vào ngày 15 tháng 1 năm 2015, 19:40 (UTC−5), tại khách sạn W ở bãi biển Miami, Florida, Hoa Kỳ.
| Đội 1                       | TTS     | Đội 2       | Lượt đi | Lượt về |
| --------------------------- | ------- | ----------- | ------- | ------- |
| Saint Vincent và Grenadines | 6–6 (a) | Guyana      | 2–2     | 4–4     |
| Antigua và Barbuda          | 5–4     | Saint Lucia | 1–3     | 4–1     |
| Puerto Rico                 | 1–2     | Grenada     | 1–0     | 0–2     |
| Dominica                    | 0–6     | Canada      | 0–2     | 0–4     |
| Cộng hòa Dominica           | 1–5     | Belize      | 1–2     | 0–3     |
| Guatemala                   | 1–0     | Bermuda     | 0–0     | 1–0     |
| Aruba                       | 3–2     | Barbados    | 0–2     | 3–0     |
| Saint Kitts và Nevis        | 3–6     | El Salvador | 2–2     | 1–4     |
| Curaçao                     | 1–1 (a) | Cuba        | 0–0     | 1–1     |
| Nicaragua                   | 4–1     | Suriname    | 1–0     | 3–1     |

## Vòng 3
Lễ bốc thăm cho vòng 3 đã diễn ra vào ngày 25 tháng 7 năm 2015 tại Cung điện Konstantinovsky ở Strelna, Sankt-Peterburg, Nga.
Đội vào thẳng vòng đấu này:
- Jamaica
- Haiti

| Đội 1                       | TTS | Đội 2       | Lượt đi | Lượt về |
| --------------------------- | --- | ----------- | ------- | ------- |
| Curaçao                     | 0–2 | El Salvador | 0–1     | 0–1     |
| Canada                      | 4–1 | Belize      | 3–0     | 1–1     |
| Grenada                     | 1–6 | Haiti       | 1–3     | 0–3     |
| Jamaica                     | 4–3 | Nicaragua   | 2–3     | 2–0     |
| Saint Vincent và Grenadines | 3–2 | Aruba       | 2–0     | 1–2     |
| Antigua và Barbuda          | 1–2 | Guatemala   | 1–0     | 0–2     |

## Vòng 4
Lễ bốc thăm cho vòng 4 đã diễn ra vào ngày 25 tháng 7 năm 2015 tại Cung điện Konstantinovsky ở Strelna, Sankt-Peterburg, Nga.

### Vòng bảng
| Tiêu chí xếp hạng vòng loại Giải vô địch bóng đá thế giới 2018 |
| --- |
| Với thể thức sân nhà và sân khách, việc xếp hạng các đội trong mỗi bảng được dựa trên các tiêu chí sau đây (quy định các Điều 20.6 và 20.7): 1. Điểm số (3 điểm cho 1 trận thắng, 1 điểm cho 1 trận hòa, 0 điểm cho 1 trận thua) 2. Hiệu số bàn thắng thua 3. Số bàn thắng 4. Điểm số trong trận đấu giữa các đội 5. Hiệu số bàn thắng thua trong trận đấu giữa các đội 6. Số bàn thắng ghi được trong trận đấu giữa các đội 7. Số bàn thắng sân khách ghi được trong các trận đấu giữa các đội 8. Trận play-off trên sân trung lập (nếu được chấp thuận bởi FIFA), với hiệp phụ và đá sút luân lưu nếu cần |

#### Bảng A
| VT | Đội         | ST | T | H | B | BT | BB | HS  | Đ  | Giành quyền tham dự    |     |     |     |     |     |
| -- | ----------- | -- | - | - | - | -- | -- | --- | -- | ---------------------- | --- | --- | --- | --- | --- |
| 1  | México      | 6  | 5 | 1 | 0 | 13 | 1  | +12 | 16 | Giành quyền vào vòng 5 |     | —   | 0–0 | 2–0 | 3–0 |
| 2  | Honduras    | 6  | 2 | 2 | 2 | 6  | 6  | 0   | 8  | Giành quyền vào vòng 5 |     | 0–2 | —   | 2–1 | 2–0 |
| 3  | Canada      | 6  | 2 | 1 | 3 | 5  | 8  | −3  | 7  |                        |     | 0–3 | 1–0 | —   | 3–1 |
| 4  | El Salvador | 6  | 0 | 2 | 4 | 4  | 13 | −9  | 2  |                        | 1–3 | 2–2 | 0–0 | —   |     |

#### Bảng B
| VT | Đội        | ST | T | H | B | BT | BB | HS | Đ  | Giành quyền tham dự    |     |     |     |     |     |
| -- | ---------- | -- | - | - | - | -- | -- | -- | -- | ---------------------- | --- | --- | --- | --- | --- |
| 1  | Costa Rica | 6  | 5 | 1 | 0 | 11 | 3  | +8 | 16 | Giành quyền vào vòng 5 |     | —   | 3–1 | 1–0 | 3–0 |
| 2  | Panama     | 6  | 3 | 1 | 2 | 7  | 5  | +2 | 10 | Giành quyền vào vòng 5 |     | 1–2 | —   | 1–0 | 2–0 |
| 3  | Haiti      | 6  | 1 | 1 | 4 | 2  | 4  | −2 | 4  |                        |     | 0–1 | 0–0 | —   | 0–1 |
| 4  | Jamaica    | 6  | 1 | 1 | 4 | 2  | 10 | −8 | 4  |                        | 1–1 | 0–2 | 0–2 | —   |     |

#### Bảng C
| VT | Đội                         | ST | T | H | B | BT | BB | HS  | Đ  | Giành quyền tham dự    |     |     |     |     |     |
| -- | --------------------------- | -- | - | - | - | -- | -- | --- | -- | ---------------------- | --- | --- | --- | --- | --- |
| 1  | Hoa Kỳ                      | 6  | 4 | 1 | 1 | 20 | 3  | +17 | 13 | Giành quyền vào vòng 5 |     | —   | 4–0 | 4–0 | 6–1 |
| 2  | Trinidad và Tobago          | 6  | 3 | 2 | 1 | 13 | 9  | +4  | 11 | Giành quyền vào vòng 5 |     | 0–0 | —   | 2–2 | 6–0 |
| 3  | Guatemala                   | 6  | 3 | 1 | 2 | 18 | 11 | +7  | 10 |                        |     | 2–0 | 1–2 | —   | 9–3 |
| 4  | Saint Vincent và Grenadines | 6  | 0 | 0 | 6 | 6  | 34 | −28 | 0  |                        | 0–6 | 2–3 | 0–4 | —   |     |

## Vòng 5
6 đội thắng ở vòng 4 sẽ thi đấu 2 lượt đi và về theo thể thức sân nhà – sân khách để chọn ra 3 đội dẫn đầu bảng xếp hạng giành quyền tham dự Giải vô địch bóng đá thế giới 2018, và đội xếp thứ tư giành quyền tham dự vòng play-off.
| Tiêu chí xếp hạng vòng loại Giải vô địch bóng đá thế giới 2018 |
| --- |
| Với thể thức sân nhà và sân khách, việc xếp hạng các đội trong mỗi bảng được dựa trên các tiêu chí sau đây (quy định các Điều 20.6 và 20.7): 1. Điểm số (3 điểm cho 1 trận thắng, 1 điểm cho 1 trận hòa, 0 điểm cho 1 trận thua) 2. Hiệu số bàn thắng thua 3. Số bàn thắng 4. Điểm số trong trận đấu giữa các đội 5. Hiệu số bàn thắng thua trong trận đấu giữa các đội 6. Số bàn thắng ghi được trong trận đấu giữa các đội 7. Số bàn thắng sân khách ghi được trong các trận đấu giữa các đội 8. Trận play-off trên sân trung lập (nếu được chấp thuận bởi FIFA), với hiệp phụ và đá sút luân lưu nếu cần |

| VT | Đội                | ST | T | H | B | BT | BB | HS  | Đ  | Giành quyền tham dự                |     |     |     |     |     |     |     |
| -- | ------------------ | -- | - | - | - | -- | -- | --- | -- | ---------------------------------- | --- | --- | --- | --- | --- | --- | --- |
| 1  | México             | 10 | 6 | 3 | 1 | 16 | 7  | +9  | 21 | Giành quyền tham dự World Cup 2018 |     |     | 2–0 | 1–0 | 3–0 | 1–1 | 3–1 |
| 2  | Costa Rica         | 10 | 4 | 4 | 2 | 14 | 8  | +6  | 16 | Giành quyền tham dự World Cup 2018 |     | 1–1 |     | 0–0 | 1–1 | 4–0 | 2–1 |
| 3  | Panama             | 10 | 3 | 4 | 3 | 9  | 10 | −1  | 13 | Giành quyền tham dự World Cup 2018 |     | 0–0 | 2–1 |     | 2–2 | 1–1 | 3–0 |
| 4  | Honduras           | 10 | 3 | 4 | 3 | 13 | 19 | −6  | 13 | Giành quyền tham dự trận play-off  |     | 3–2 | 1–1 | 0–1 |     | 1–1 | 3–1 |
| 5  | Hoa Kỳ             | 10 | 3 | 3 | 4 | 17 | 13 | +4  | 12 |                                    |     | 1–2 | 0–2 | 4–0 | 6–0 |     | 2–0 |
| 6  | Trinidad và Tobago | 10 | 2 | 0 | 8 | 7  | 19 | −12 | 6  |                                    | 0–1 | 0–2 | 1–0 | 1–2 | 2–1 |     |     |

## Vòng play-off liên lục địa
Lễ bốc thăm cho vòng play-off liên lục địa đã được tổ chức như là một phần của bốc thăm vòng sơ loại giải vô địch bóng đá thế giới 2018 vào ngày 25 tháng 7 năm 2015, bắt đầu vào lúc 18:00 MSK (UTC+3), tại Cung điện Konstantinovsky ở Strelna, Sankt-Peterburg. Đội xếp thứ 4 đến từ CONCACAF đã được rút ra với đội xếp thứ 5 đến từ AFC, với đội chủ nhà CONCACAF lượt đi.
| Đội 1    | TTS | Đội 2 | Lượt đi | Lượt về |
| -------- | --- | ----- | ------- | ------- |
| Honduras | 1–3 | Úc    | 0–0     | 1–3     |

## Các đội tuyển vượt qua vòng loại
Các đội tuyển sau đây từ CONCACAF đã được vượt qua vòng loại cho giải đấu chung kết.
| Đội tuyển  | Tư cách vòng loại  | Ngày vượt qua vòng loại | Lần tham dự trước trong giải đấu1                                                             |
| ---------- | ------------------ | ----------------------- | --------------------------------------------------------------------------------------------- |
| México     | Nhất bảng (vòng 5) | 1 tháng 9 năm 2017      | 15 (1930, 1950, 1954, 1958, 1962, 1966, 1970, 1978, 1986, 1994, 1998, 2002, 2006, 2010, 2014) |
| Costa Rica | Nhì bảng (vòng 5)  | 7 tháng 10 năm 2017     | 4 (1990, 2002, 2006, 2014)                                                                    |
| Panama     | Ba bảng (vòng 5)   | 10 tháng 10 năm 2017    | 0 (lần đầu)                                                                                   |

1 In đậm chỉ ra vô địch cho năm đó. In nghiêng chỉ ra chủ nhà cho năm đó.

## Cầu thủ ghi bàn hàng đầu
9 bàn
- Carlos Ruiz

8 bàn
- Jozy Altidore

7 bàn
- Christian Pulisic

6 bàn
- Romell Quioto

5 bàn
- Nelson Bonilla
- Oalex Anderson
- Tevin Slater
- Joevin Jones
- Clint Dempsey
- Bobby Wood

4 bàn
- Deon McCaulay
- Cyle Larin
- Tosaint Ricketts
- Christian Bolaños
- Marco Ureña
- Hirving Lozano

Để có danh sách đầy đủ của cầu thủ ghi bàn, xem các phần trong mỗi bảng:
- Vòng 1
- Vòng 2
- Vòng 3
- Vòng 4
- Vòng 5